# Sass Kálmán
Sass Kálmán (Gálospetri, 1904. április 17. – Szamosújvár, 1958. december 2.) érmelléki református lelkész, akit a román hatóságok „államellenes összeesküvés” vádjával kivégeztek. Fia Sass István matematikus és csillagász.

## Élete
Sass Kálmán korán elvesztette édesapját, az I. világháborúban az olasz fronton halt meg. Református létére tanulmányait a máramarosszigeti piarista gimnáziumban kezdte, majd Nagykárolyban, szintén a piaristáknál folytatta. 1928-ban Kolozsváron a református lelkészi egyetemen végzett, rövid próbaidő után Domahida lelkésze lett. Rövid ideig tartó lelkészkedés után kiment Svájcba, ahol Bázelben tanult ösztöndíjasként.
1932-ben hazajött és Mezőtelegden lett lelkész. Megnősült, született öt gyermeke. 1937-ben Érmihályfalva lelkésze lett, de még ugyanebben az évben letartóztatták „hazaárulás és izgatás” koholt vádjával. Habár elítélni nem tudták és felmentették, egy év múlva családjával együtt áttoloncolták Magyarországra, ahol Budapesten volt kénytelen letelepedni.
A második bécsi döntésnek köszönhetően újra hazatérhetett és Érmihályfalva lelkésze lett. A német megszállás után a környékbeli zsidókat és a partizánokat bújtatta, köztük sikerült megmentenie a szovjet partizánként működő Maléter Pált is, aki később ezt neki levélben köszönte meg. A románok visszatérte után, 1948-ban újra letartóztatták, ezúttal háborús bűnök vádjával, de Maléter Pál köszönetnyilvánító levele megmentette.
A magyarországi forradalom hatására a Securitate azonban ismét akcióba lépett és 1957. február 13-án Sass Kálmánt újra letartóztatták, ezúttal azonban nem egyedül, hanem mintegy 37 érmihályfalvi lakossal együtt. A Securitate Maléter Pál levele (ami 1948-ban még megmentette Sasst) és néhány egyéb irat alapján egy „államellenes összeesküvést” kreált a letartóztatottak ügyéből. Az ún. érmihályfalvi csoport perét Kolozsváron tartották, ugyanaz a bíró elnökölt, aki a Szoboszlay-perben is, a szabólegényből hadbíró őrnaggyá „előléptetett” Macskássi Pál. A vádlottak többségét több évig tartó szabadságvesztésre, három személyt: Sass Kálmánt, Hollós István tanárt és Balaskó Vilmos lelkészt halálbüntetésre ítéltek. Balaskó érdekében testvére, ismeretségei révén sikerrel közbenjárt, így ítéletét életfogytiglanra módosították, Sass Kálmánt és dr. Hollós Istvánt azonban 1958. december 2-án a szamosújvári börtönben golyó által kivégezték.
Családját a Bărăganba internálták, ahonnan csak kilenc év múlva szabadultak. Csak ekkor közölték velük azt is, hogy Sass Kálmánt kivégezték.
Habár ártatlanok voltak, rehabilitációjukra a romániai kommunizmus többi áldozatai ügyéhez hasonlóan még nem került sor. A kivégzettek máig ismeretlen helyen nyugszanak.

## Munkássága
Egész életének munkássága nagy hivatástudatról tanúskodik: gyülekezetében kölcsönkönyvtárat alapított és vezetett, élesztette a műkedvelő mozgalmat, szorgalmazta az érmihályfalvi új református iskola építését, ugyanakkor érdeklődéssel fordult a helytörténeti kutatások felé is. Ez utóbbi tevékenységének eredménye monográfiája: Mezőtelegd és a környékbeli községek története, különös tekintettel egyházaikra (Nagyvárad, 1935; újbóli kiadása Varga Árpád gondozásában és kiegészítéseivel, Nagyvárad, 1996), valamint Iskoláink története c. füzete (Nagyvárad, 1937). 1816-ra visszamenő népesedési adatokkal támasztotta alá az érmihályfalvi református iskola 1896-tal kezdődő fejlődéstörténetét („Elvész a nép, amely tudomány nélkül való”. Érmihályfalva, 1942). Értekezésében megörökítette mindazok nevét is, akiknek adományai lehetővé tették az újonnan felavatott kétszintes református iskola felépítését.
Mezőtelegdi tartózkodása idején felhasználta az alkalmat, hogy Magaslakon Zichy Jenőnek, a bécsi Cabinet Noir (titkosszolgálat) egykori főnökének könyv- és levéltárában búvárkodjék. A kastélyban végzett kutatásai eredményeként jutott az 1848-as forradalmat követő évek nyomozati jegyzőkönyveinek és a megfigyelés alá helyezettek lajstromának a birtokába, megismerte a Bémer László nagyváradi püspök elleni eljárás iratait, és gazdagíthatta újabb adatokkal Petőfi Sándorra vonatkozó gyűjtését. Sajnos, ennek a párját ritkító dokumentációnak is nyoma veszett 1957-es elhurcolásakor. Sokoldalúságának bizonyítéka, hogy 1935-ben magánhasználatra református katekizmust állított össze és adott ki, az érmihályfalvi eklézsiának saját nyomdát szerzett, s a helyi legényegylet bevonásával 1944-ben Üzenet címmel hívei számára közlönyt indított.

## Főbb művei
- Tileagd (Mezőtelegd) története különös tekintettel egyházaira; Kálvin Ny., Oradea, 1935
- Sass Kálmán–Kupán Árpád–Varga Árpád: Mezőtelegd története; Királyhágómelléki Református Egyházkerület, Oradea, 1996
- Az érmelléki reformátusság nyomában; kieg., jegyz., szerk. Szíj Rezső; Szenci Molnár Társaság, Bp., 2002